# Shi Liang

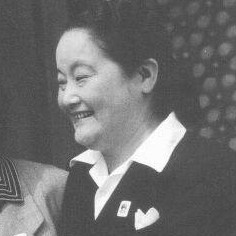
Shi Liang im Jahr 1950

Shi Liang (chinesisch 史良; geboren 27. März 1900; gestorben 6. September 1985) war eine chinesische Politikerin.

## Biografie
Shi Liang nahm bereits an der Bewegung des vierten Mai 1919 in Changzhou teil, die ihren Ursprung in den Studentenprotesten gegen den Versailler Vertrag fand, sowie 1925 an der Bewegung des 13. Mai, einer antiimperialistischen Arbeiterbewegung. Nach dem Abschluss des Studiums der Rechtswissenschaft trat sie 1927 nach dem Nanchang-Aufstand in die Volksbefreiungsarmee ein und wurde Mitarbeiterin für politische Arbeit in Qingdao, ehe sie sich 1931 in Shanghai als Rechtsanwältin niederlässt.
Nach dem Mukden-Zwischenfall in der Mandschurei am 18. September 1931 beteiligt sie sich aktiv am Widerstand gegen die japanische Besatzungsmacht und wird später von dieser wegen der Teilnahme an weiteren Protestaktionen verhaftet. 1942 wurde sie Mitglied der Chinesischen Demokratischen Liga.
Nach der Gründung der Volksrepublik China am 1. Oktober 1949 wurde sie erste Justizministerin der Regierung von Ministerpräsident Zhou Enlai und hatte dieses Amt bis 1959 inne. Sie war damit neben Gesundheitsministerin Li Dequan eine von zwei Ministerinnen in der ersten Regierung.
Zugleich war sie von 1949 bis zu ihrem Tod Mitglied des Nationalen Volkskongresses. In diesem war sie von 1953 bis 1979 Vize-Vorsitzende und dann von 1979 bis 1985 Mitglied des Präsidiums. Zuletzt war sie 1985 Exekutiv-Vorsitzende der 3. Sitzung des 6. Nationalen Volkskongresses.
Shi Liang, die von 1978 bis 1985 auch Vorsitzende der Politischen Konsultativkonferenz des chinesischen Volkes (PKKCV) war, war außerdem zwischen 1979 und ihrem Tod Vorsitzende der Chinesischen Demokratischen Liga, einer neben der Kommunistischen Partei Chinas zugelassen und in der PKKCV organisierten Partei.